# Sparkasse Bergkamen-Bönen
Die Sparkasse Bergkamen-Bönen ist eine Sparkasse in Nordrhein-Westfalen mit Sitz in Bergkamen. Sie ist eine Anstalt des öffentlichen Rechts. Ihre vollständige Firmierung gemäß Handelsregister lautet Zweckverbandssparkasse der Stadt Bergkamen und der Gemeinde Bönen (Sparkasse Bergkamen-Bönen).

## Geschäftsgebiet und Träger
Das Geschäftsgebiet der Sparkasse Bergkamen-Bönen umfasst die Stadt Bergkamen und die Gemeinde Bönen im Kreis Unna. Träger der Sparkasse ist der Sparkassenzweckverband Bergkamen-Bönen, dem die Stadt Bergkamen und die Gemeinde Bönen als Mitglieder angehören.

## Geschäftszahlen
Die Sparkasse Bergkamen-Bönen wies im Geschäftsjahr 2023 eine Bilanzsumme von 676,33 Mio. Euro aus und verfügte über Kundeneinlagen von 506,29 Mio. Euro. Gemäß der Sparkassenrangliste 2023 liegt sie nach Bilanzsumme auf Rang 341. Sie unterhält 8 Filialen/Selbstbedienungsstandorte und beschäftigt 86 Mitarbeiter.

## Sparkassen-Finanzgruppe
Die Sparkasse Bergkamen-Bönen ist Teil der Sparkassen-Finanzgruppe und gehört damit auch ihrem Haftungsverbund an. Er sichert den Bestand der Institute und sorgt dafür, dass sie auch im Fall der Insolvenz einzelner Sparkassen alle Verbindlichkeiten erfüllen können. Die Sparkasse vermittelt Bausparverträge der regionalen Landesbausparkasse, offene Investmentfonds der Deka und Versicherungen der Provinzial NordWest. Im Bereich des Leasing arbeitet die Sparkasse Bergkamen-Bönen mit der  Deutschen Leasing zusammen. Die Funktion der Sparkassenzentralbank nimmt die Landesbank Hessen-Thüringen wahr.